# Bruno Majcherek
Bruno Siegfried Majcherek (Heerlen, 3 januari 1936 – 29 september 2020) was een Nederlandse volkszanger van Poolse afkomst die opgroeide in Heerlen. Vanaf 1952 trad hij regelmatig op, met name in Zuid-Limburg en over de grens in Duitsland. Hij was bekend van zijn Duitstalig repertoire, bestaande uit  tango's en walsen. Hij trad meestal op met zijn eigen orkest (Bruno Majcherek und die Regento Stars) en later met een orkestband.
Majcherek had een Poolse vader die in de jaren twintig van de twintigste eeuw naar Zuid-Limburg kwam voor werk in de kolenmijnen. Majcherek vond zelf ook werk in de mijnen.
In 1960 nam hij zijn eerste hit op, een cover van Laila, maar de zinsnede Küsse mich und quäle mich werd door de katholieke kerk veroordeeld. Desondanks werden er ruim een miljoen exemplaren van verkocht. Majcherek hield er rekening mee dat het succes ooit zou ophouden en zocht zekerheid in het werk in de mijn. In 1966 stopte hij met optreden, hij verhuisde naar Alsdorf en werkte nog twintig jaar als opzichter in een kolenmijn. In de jaren tachtig hervatte hij zijn optredens. Een fan nodigde hem zelfs uit voor enkele optredens in de Verenigde Staten. Majcherek zong nog tot zijn tachtigste, maar dementie maakte een eind aan zijn carrière. Hij overleed na een val.

## Bekendste liedjes
- Laila
- Lugano
- Weine nie
- Den letzten Tanz
- Oh Donna Clara
- Wenn Du mich küsst
- Warum bist du gekommen
- Einmal King zu sein
- Der Schlittenhund
- Der Rote Tango
- In Hamburg liegt ein Segelschiff im Hafen
- Ein Edelweiss und Alpenrose
- Tanze mit mir in den Morgen

## Discografie
Elpees:
- Hier sind die Regento Stars - Funckler Records PTI-100
- Hier sind die Regento Stars - Artone Records BDJ S-1556 (1970)
- Polkas und Walzer! - CBS Records S-53144 (1972)
- Abends in der Taverne - Columbia (1979)
- Beim Flüstertango - Telstar (1983)

Cd's:
- Bruno Majcherek & Die Regento Stars - COLUMBIA 17-469072-10 (1992)
- Rendez-vous mit Bruno - Sony Records, Columbia 46970722 (1991)
- Het beste van Bruno Majcherek  - Telstar TC 100.741-2 (1991)
- Het beste van Bruno Majcherek volume 2  - Telstar TCD 100.824-2
- Tango time with Bruno  - COLUMBIA 17-476588-10 (1994)
- Romantik und Nostalgie meiner Träume- Kock international CD 322 755 GI
- Ich hab das Glück bestellt - Marl Stone
- Ich tanze mit dir.... - Marl Stone CDL 9908
- Dankeschön - Marl Stone CDL 2042
- 21 Schlager -Pink Records, Artone 2004005 (2004)
- LAILA 2010 - CRI-LEX Records, 10-0400504 CR (2010)
- Große Erfolge CRI-LEX Records, 10-0600513 CR (2010)
- LAILA - Mein Leben CRI-LEX Records, 10-0400503 CR (2010)
- Abends in der Taverne CRI-LEX Records, 10-0400506 CR (1982)

Verder zong hij mee op diverse verzamel-cd's en zong hij op meer dan 50 (7"-)singles.